# Anna Maria d'Ungheria
Anna Maria d'Ungheria (Ungheria, 1204 – 1237) era una delle figlie di Andrea II d'Ungheria e di Gertrude di Merania, divenuta zarina consorte di Bulgaria per matrimonio.
Sorella del re Béla IV e di Santa Elisabetta d'Ungheria, sua nonna era Agnese d'Antiochia della nobile discendenza degli Châtillon, figlia di Rinaldo di Châtillon.

Quando il padre Andrea II stava facendo ritorno dalla Quinta crociata e arrivò in Bulgaria, stando a quanto riferito dall'arcivescovo Tommaso Arcidiacono, al sovrano magiaro non fu permesso andar via finché «non diede piena sicurezza che sua figlia [Anna Maria] sarebbe stata unita in matrimonio» allo zar Ivan Asen II. La sua dote comprendeva le città di Belgrado e Braničevo.
Anna Maria morì di peste nel 1237 e fu sepolta nella SS. Chiesa dei Quaranta Martiri a Tărnovo.

## Ascendenza
|                       |                     |                        | Genitori                                   |  |  | Nonni |  |  | Bisnonni           |  |  | Trisnonni          |  |
|                       |                     |                        |                                            |  |  |       |  |  | Géza II d'Ungheria |  |  | Béla II d'Ungheria |  |
|                       |                     |                        |                                            |  |  |       |  |  | Géza II d'Ungheria |  |  | Béla II d'Ungheria |  |
|                       |                     | Elena di Rascia        |                                            |  |  |       |  |  | Géza II d'Ungheria |  |  |                    |  |
| Béla III d'Ungheria   |                     |                        |                                            |  |  |       |  |  | Géza II d'Ungheria |  |  |                    |  |
|                       |                     | Efrosin'ja Mstislavna  | Mstislav I di Kiev                         |  |  |       |  |  |                    |  |  |                    |  |
|                       |                     | Efrosin'ja Mstislavna  | Mstislav I di Kiev                         |  |  |       |  |  |                    |  |  |                    |  |
|                       |                     | Efrosin'ja Mstislavna  | Ljubava Dmitr'evna                         |  |  |       |  |  |                    |  |  |                    |  |
| Andrea II d'Ungheria  |                     | Efrosin'ja Mstislavna  |                                            |  |  |       |  |  |                    |  |  |                    |  |
|                       |                     | Rinaldo di Châtillon   | Enrico I di Châtillon                      |  |  |       |  |  |                    |  |  |                    |  |
|                       |                     | Rinaldo di Châtillon   | Enrico I di Châtillon                      |  |  |       |  |  |                    |  |  |                    |  |
|                       |                     | Rinaldo di Châtillon   | Ermengarda di Montjay                      |  |  |       |  |  |                    |  |  |                    |  |
| Agnese d'Antiochia    |                     | Rinaldo di Châtillon   |                                            |  |  |       |  |  |                    |  |  |                    |  |
|                       |                     | Costanza d'Antiochia   | Boemondo II d'Antiochia                    |  |  |       |  |  |                    |  |  |                    |  |
|                       |                     | Costanza d'Antiochia   | Boemondo II d'Antiochia                    |  |  |       |  |  |                    |  |  |                    |  |
|                       |                     | Costanza d'Antiochia   | Alice di Antiochia                         |  |  |       |  |  |                    |  |  |                    |  |
| Anna Maria d'Ungheria |                     | Costanza d'Antiochia   |                                            |  |  |       |  |  |                    |  |  |                    |  |
|                       | Bertoldo I d'Istria | Bertoldo II di Andechs |                                            |  |  |       |  |  |                    |  |  |                    |  |
|                       | Bertoldo I d'Istria | Bertoldo II di Andechs |                                            |  |  |       |  |  |                    |  |  |                    |  |
|                       | Bertoldo I d'Istria | Sofia di Carniola      |                                            |  |  |       |  |  |                    |  |  |                    |  |
| Bertoldo IV d'Andechs | Bertoldo I d'Istria |                        |                                            |  |  |       |  |  |                    |  |  |                    |  |
|                       |                     | Edvige di Wittelsbach  | Ottone IV di Wittelsbach                   |  |  |       |  |  |                    |  |  |                    |  |
|                       |                     | Edvige di Wittelsbach  | Ottone IV di Wittelsbach                   |  |  |       |  |  |                    |  |  |                    |  |
|                       |                     | Edvige di Wittelsbach  | Heilika di Pettendorf-Lengenfeld-Hopfenohe |  |  |       |  |  |                    |  |  |                    |  |
| Gertrude di Merania   |                     | Edvige di Wittelsbach  |                                            |  |  |       |  |  |                    |  |  |                    |  |
|                       |                     | Dedi III di Lusazia    | Corrado di Meißen                          |  |  |       |  |  |                    |  |  |                    |  |
|                       |                     | Dedi III di Lusazia    | Corrado di Meißen                          |  |  |       |  |  |                    |  |  |                    |  |
|                       |                     | Dedi III di Lusazia    | Luitgarda di Ravenstein                    |  |  |       |  |  |                    |  |  |                    |  |
| Agnese di Rochlitz    |                     | Dedi III di Lusazia    |                                            |  |  |       |  |  |                    |  |  |                    |  |
|                       |                     | Matilde di Heinsberg   | …                                          |  |  |       |  |  |                    |  |  |                    |  |
|                       |                     | Matilde di Heinsberg   | …                                          |  |  |       |  |  |                    |  |  |                    |  |
|                       |                     | Matilde di Heinsberg   | …                                          |  |  |       |  |  |                    |  |  |                    |  |
|                       |                     | Matilde di Heinsberg   |                                            |  |  |       |  |  |                    |  |  |                    |  |

## Discendenza
Anna Maria e Ivan Asen II ebbero diversi figli, tra cui:
- Elena, che sposò Teodoro II Ducas Lascaris di Nicea.
- Tamara, che per un certo periodo fu promessa in sposa al futuro imperatore Michele VIII Paleologo.
- Colomanno Asen I, imperatore di Bulgaria nel 1241-1246.
- Pietro, che morì nel 1237.